# بريان لينش (كرة سلة)
بريان لينش (بالإنجليزية: Brian Lynch)‏ مواليد 12 يونيو 1978 في نيوجيرسي، هو لاعب كرة سلة أمريكي من أصل أيرلندي سابق. بدأ مسيرته الاحترافية في سنة 2000. لعب في الدوري البلجيكي لكرة السلة الدرجة الأولى. يبلغ طوله 6 قدم 6 بوصة (2.0 م). اعتزل اللعب في 2009. لعب مع نادي بانيونيس لكرة السلة وسكافاتي باسكت.

## روابط خارجية
- بريان لينش على موقع كرة السلة الأوروبية.كوم (الإنجليزية)
- بريان لينش على موقع كلية كرة السلة في سبورتس رفرنس.كوم (الإنجليزية)
- بريان لينش على موقع ريلجم (الإنجليزية)
- بريان لينش على موقع بروبوليرز (الإنجليزية)
- بريان لينش على موقع سبورتس رفرنس (الإنجليزية)